# Jean-Dominique Luciani
Pour les articles homonymes, voir Luciani.
 (février 2015).
Si vous disposez d'ouvrages ou d'articles de référence ou si vous connaissez des sites web de qualité traitant du thème abordé ici, merci de compléter l'article en donnant les références utiles à sa vérifiabilité et en les liant à la section « Notes et références ».
Jean-Dominique Luciani, né le 3 juillet 1851 à Partinello, village qui dépendait à l’époque de la commune d’Evisa (Corse) et mort en juillet 1932, a mené une carrière administrative en Algérie et a rédigé différents ouvrages juridiques, ethnographiques et littéraires concernant sa terre d’accueil. 

## Biographie
Jean-Dominique Luciani faisait partie des familles corses bien implantées dans l’administration coloniale, il était le neveu de Santino Luciani, Secrétaire Général de Préfecture de Constantine, originaire d’Evisa (Corse) et l'oncle de Xavier Coppolani, Secrétaire Général des Colonies Mauritanie, originaire de Marignana (Corse)
Gabriel Esquer a rédigé une biographie en 1933 : M. Dominique Luciani (1851-1932) (Ed. Société Historique Algérienne) ; cet ouvrage recense les différents travaux menés par Dominique Luciani.
Une ville Algérienne Takhemaret a repris le nom de Dominique Luciani en 1933, ainsi qu’un Lycée de Philippeville.

## Carrière administrative
Après avoir obtenu son baccalauréat ès-lettres (a été élève au collège d’Ajaccio), il intègre l’administration en tant que commis rédacteur en septembre 1870. Il s'engage dans les tirailleurs algériens et fait campagne en Kabylie jusqu'à sa libération en avril 1871.
En parallèle à ses activités professionnelles, il mène des études de droit et d'arabe (Licence à la Faculté de droit d'Aix, diplôme des pour connaissance des langues arabes et kabyle).
Il a assuré plusieurs responsabilités administratives :
- Administrateur des communes mixtes d'Ain (1877), Batna (1880) et Attia (1885) ;
- Sous-chef du 6e bureau (questions relatives aux indigènes) le 25 décembre 1888 ;
- Chef de bureau au Gouvernement Général de l'Algérie le 1er janvier 1899 ;
- Directeur des Affaires indigènes du Gouvernement Général d’Alger en 1907 ;
- Conseiller rapporteur adjoint au Conseil du Gouverneur au 25 octobre 1912.

Retraité en 1919, il eut d’autres responsabilités locales : 
- Maire d'El-Biar à partir de 1919 pendant 10 ans ;
- Représentant aux délégations financières à partir de 1919 pour la seconde circonscription d'Alger ;
- Président des délégations financières en 1931.

Il fut, en outre, vice-président en 1923, puis président en 1927 de la Société historique algérienne. Il était aussi membre de la Société archéologique de Constantine.

## Traductions, ouvrages juridiques et ethnographiques
- Traité des successions musulmanes, Éditions Ernest Leroux, 1886
- Petit traité de théologie musulmane de Senoussi, 1896
- Petit traité des successions musulmanes (Rah'bia), texte arabe, publié avec une traduction française, P. Fontana et Cie (Alger), 1896
- Notes biographiques sur P. J Clozel (exploration dans le bassin du Tchad), 1897
- Recueil de chansons kabyles du Djurdjura
- Les prolégomènes théologiques de Senoussi, texte arabe et traduction française, P. Fontana, 1908
- Traité de théologie arabe d’Ibrahim Laqani
- Le régime judiciaire en Algérie (congrès colonial de Marseille)

On lui doit aussi différents articles dans la Revue africaine entre 1893 et 1929.

## Distinctions
- Officier de la Légion d'honneur (1918)[3]
- Officier de l'Instruction publique
- Officier d'Académie (1892)
- Commandeur du Nichan Iftikhar.